# Petőfiszállás

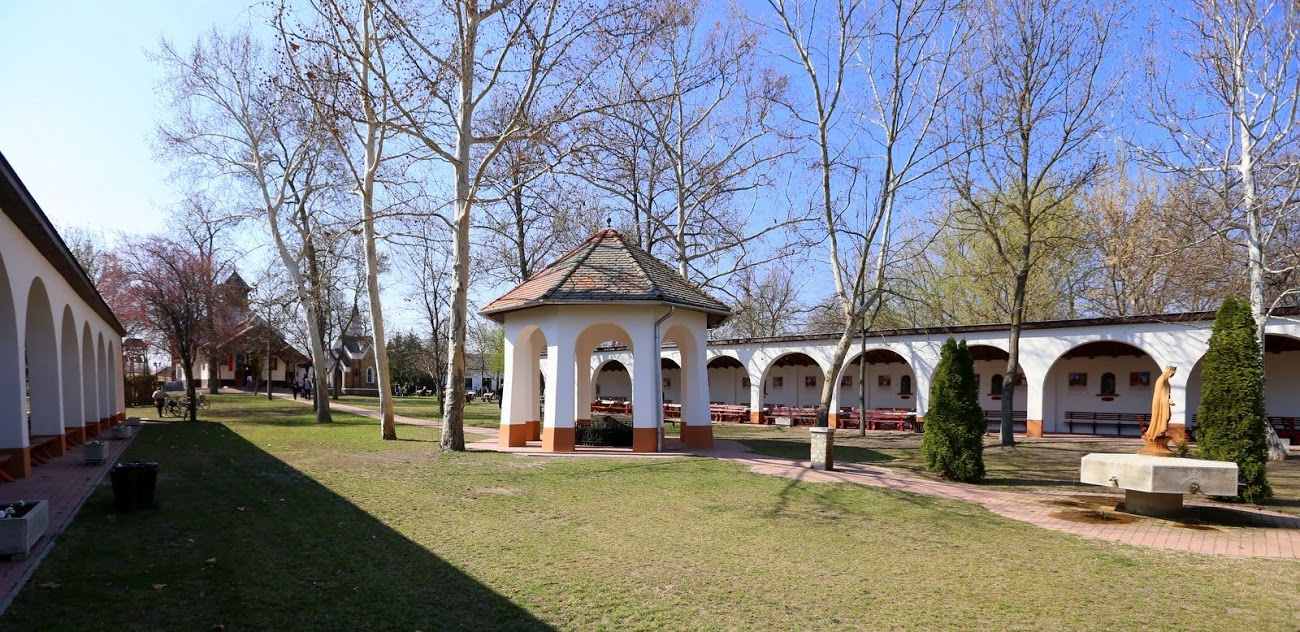
Pálosszentkút (Petőfiszállás)

Petőfiszállás község Bács-Kiskun vármegye Kiskunfélegyházi járásában.

## Fekvése
Kiskunfélegyházától közúton 12, vasúton 10 kilométerre délre fekszik, közel Csongrád-Csanád vármegye határához, a térség főbb turisztikai célállomásai közül Bugactól 19 kilométerre délkeletre, Ópusztaszertől pedig 26 kilométerre északnyugatra.
A szomszéd települések: észak felől Kiskunfélegyháza, kelet felől Pálmonostora, dél felől Csengele, délnyugat felől pedig Jászszentlászló.

## Megközelítése
Közigazgatási területét észak-déli irányban átszeli az 5-ös főút és az M5-ös autópálya is, így közúton az ország minden részéről könnyen megközelíthető, annak ellenére is, hogy a sztrádának nincs csomópontja a falu határain belül és a főút is elkerüli annak belterületét. Az autópályáról ezért a kiskunfélegyházi csomópontnál letérve, az 5402-es, majd az 5441-es úton érhető el a község, az 5-ös főút felől pedig a 122. kilométernél lévő leágazáson keresztül, az 54 103-as számú mellékúton.
A hazai vasútvonalak közül kettő is érinti a települést: a Cegléd–Szeged-vasútvonal a központján is áthalad, a Kiskunhalas–Kiskunfélegyháza-vasútvonal pedig a nyugati határszélét kíséri. A szegedi vasútnak két megállási pontja van a község területén: Petőfiszállás vasútállomás a belterület délkeleti szélén – ennek közúti elérését az 5441-es útból kiágazó 54 304-es számú mellékút biztosítja –, Petőfiszállási tanyák megállóhely pedig a község déli határszélétől nem messze, ritkásan lakott külterületek között. A kiskunhalasi vasút csak egy helyütt áll meg a falu határai között; Galambos vasútállomás szintén külterületen helyezkedik el, közvetlenül az 5402-es út mellett.

## Története
Petőfiszállás 1952-ben vált önállóvá Kiskunfélegyháza városának Ferencszállása és Szentkút nevű határrészeiből. Az új község a nevét annak köszönhette, hogy Petőfi Sándor apja volt egy időben az itteni kocsma bérlője.
A valaha volt Ferencszállása vagy Ferencszállás a 13. században Magyarországra beköltözött kunok települése volt. A keresztény templommal is rendelkező falu a török hódoltság alatt elpusztult, lakói a biztonságot jelentő Kecskemétre költöztek be. Az elhagyott település területét hosszú ideig Kecskemét használta legelőként, majd a Jászkun kerület önmegváltása után Kiskunfélegyháza pusztája volt.

## Legenda
Egy helyi legenda szerint az itteni hívek a  16. században, a török elől menekülve a templomi szentségeket egy közeli kútba rejtették, hogy így próbálják megmenteni őket a meggyaláztatástól. Ennek emlékezete később is fennmaradt: a szétszóródott, pap és templom nélkül maradt hívek és egyszerű pásztorok hosszú időkön keresztül ehhez a kúthoz jártak aztán istentiszteletet tartani.

## Nevezetességei
- Pálos kolostor
- Pálosszentkút – a Kiskunság népének búcsújáróhelye
- Péteri-tó madárrezervátum

## Közélete

### Polgármesterei
- 1990–1994: Seres Lajosné (SZDSZ)[3]
- 1994–1998: Seres Lajosné (független)[4]
- 1998–2002: Seres Lajosné (FKgP)[5]
- 2002–2006: Seres Lajosné (független)[6]
- 2006–2010: Seres Lajosné (független)[7]
- 2010–2014: Szász János Attila (Nemzeti Fórum-Fidesz-KDNP)[8]
- 2014–2019: Szász János Attila (Nemzeti Fórum-Fidesz)[9]
- 2019–2024: Szász János Attila (Nemzeti Fórum-Fidesz-KDNP)[10]
- 2024– : Szász János Attila (Nemzeti Fórum-KDNP)[1]

## Népessége
A település népességének változása:
| Lakosok száma | 1446 | 1435 | 1399 | 1381 | 1469 | 1471 | 1469 |
|               | 2013 | 2014 | 2018 | 2021 | 2022 | 2023 | 2024 |

A 2011-es népszámlálás során a lakosok 94,4%-a magyarnak, 0,3% németnek mondta magát (5,2% nem nyilatkozott; a kettős identitások miatt a végösszeg nagyobb lehet 100%-nál). A vallási megoszlás a következő volt: római katolikus 77,5%, református 1,9%, evangélikus 0,1%, felekezeten kívüli 6% (14,2% nem nyilatkozott).
2022-ben a lakosság 91,2%-a vallotta magát magyarnak, 0,3% németnek, 0,2% cigánynak, 0,1-0,1% bolgárnak, szerbnek és lengyelnek, 2,5% egyéb, nem hazai nemzetiségűnek (8,4% nem nyilatkozott; a kettős identitások miatt a végösszeg nagyobb lehet 100%-nál). Vallásuk szerint 53,2% volt római katolikus, 2% református, 0,3% görög katolikus, 1,4% egyéb keresztény, 3,1% egyéb katolikus, 7,4% felekezeten kívüli (32,3% nem válaszolt).